# 6 Pułk Lotniczy

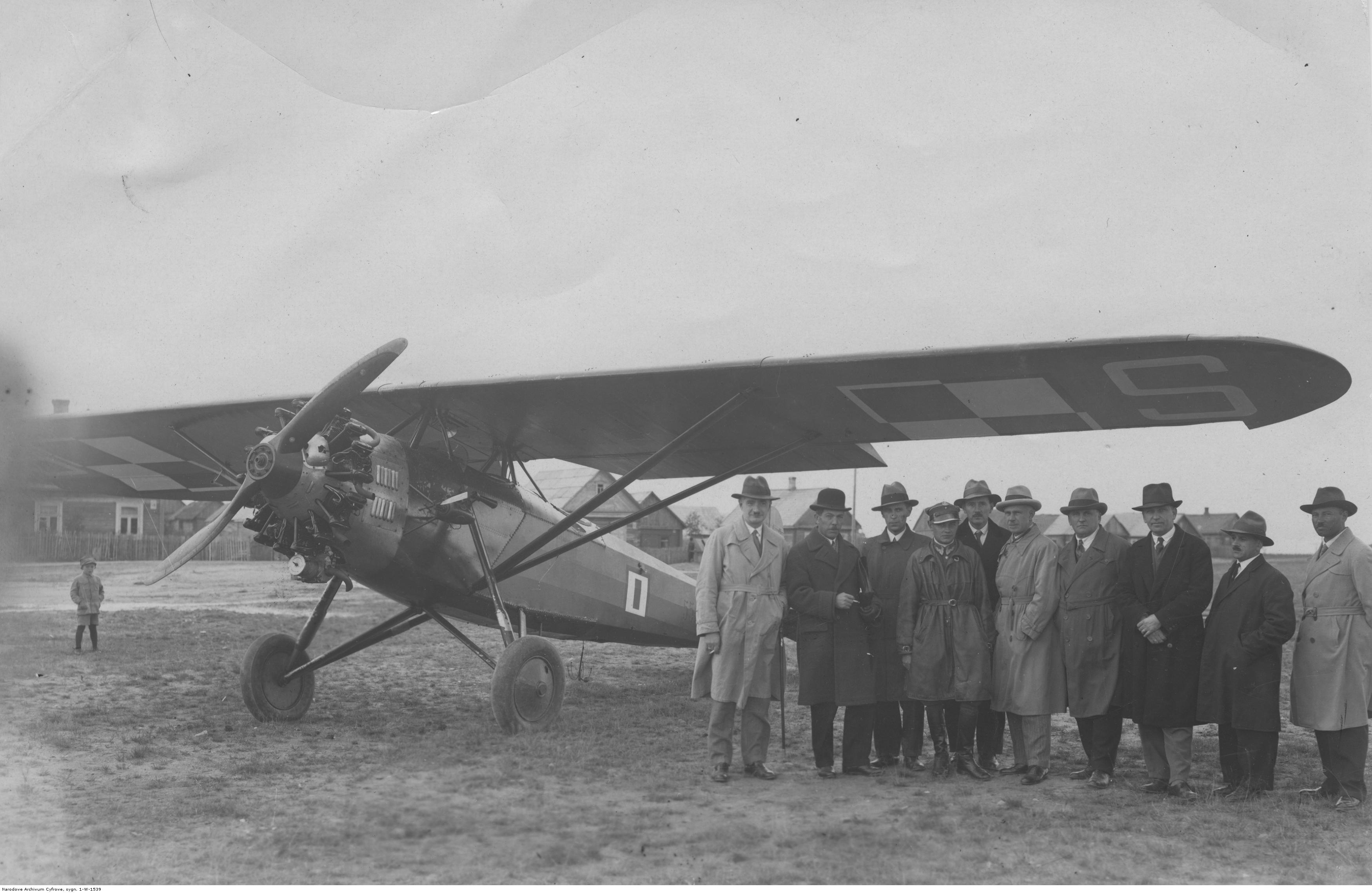
Lublin R-XIII z 63 Eskadry Lotniczej 6 Pułku Lotniczego w Baranowiczach k. Nowogródka. 10.X.1931 r.

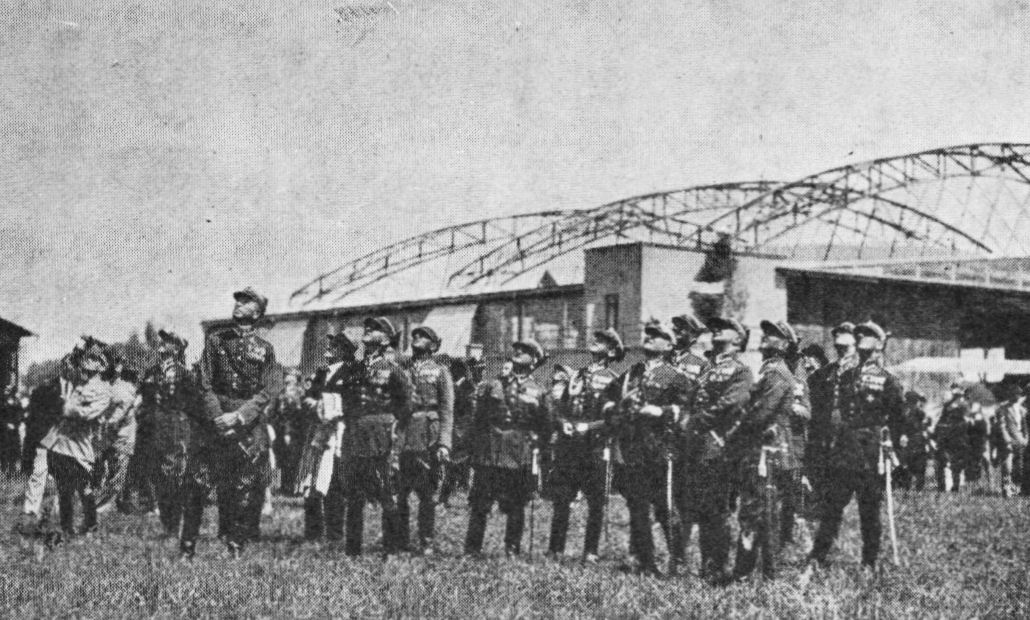
Oficerowie pułku w 1932 roku

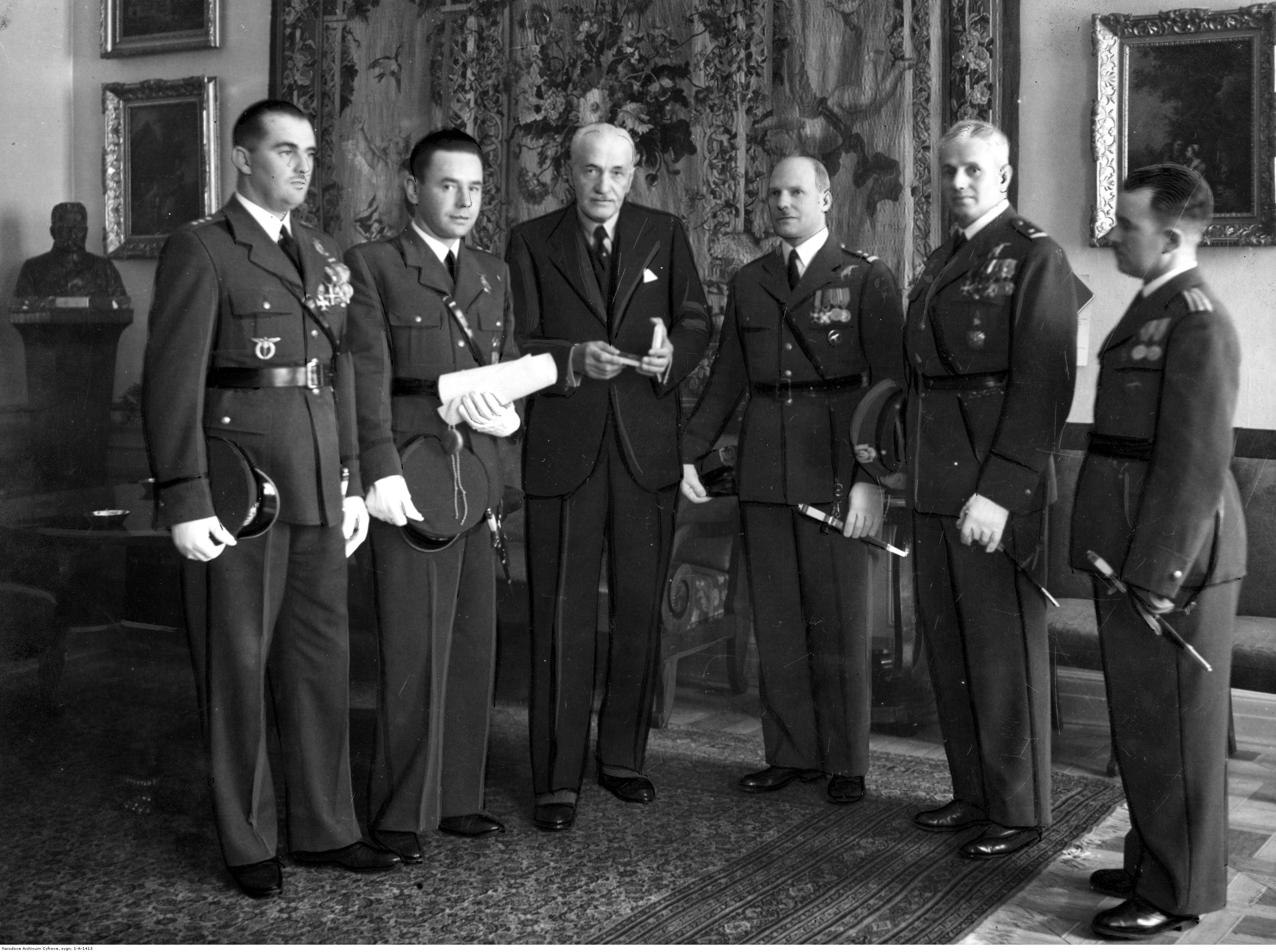
Wręczenie odznaki pułkowej prezydentowi RP Ignacemu Mościckiemu przez delegację 6 Pułku Lotniczego; 1936

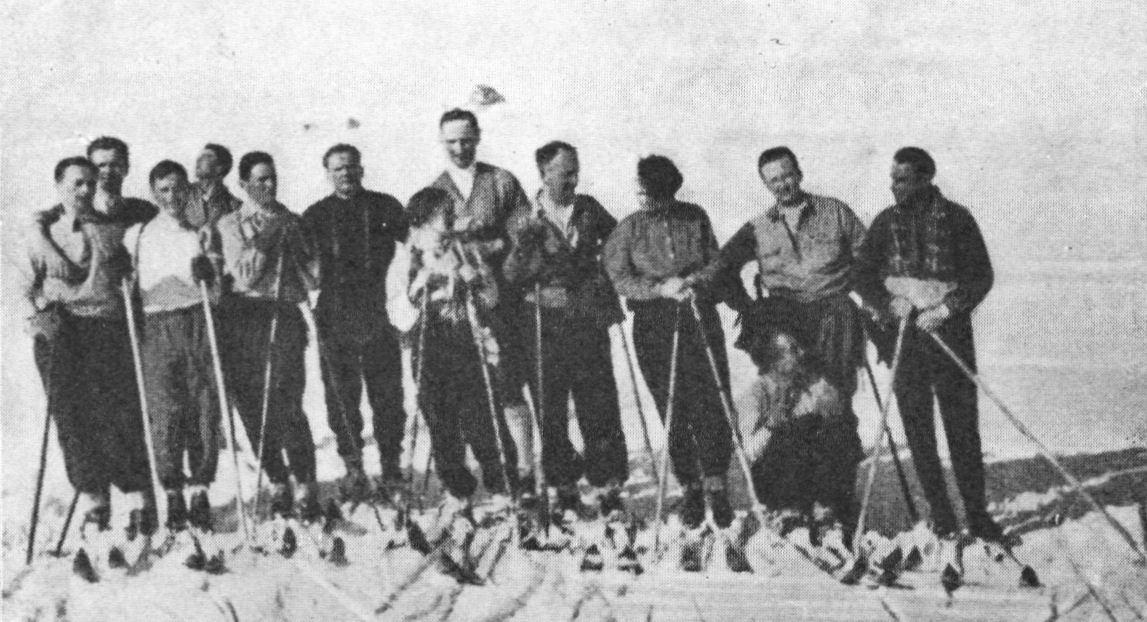
Oficerowie pułku na kursie narciarskim

6 Pułk Lotniczy – oddział lotnictwa Wojska Polskiego w II Rzeczypospolitej.

## Formowanie i zmiany organizacyjne
Plany utworzenia pułku lotniczego na wschodzie Rzeczypospolitej rozważane były prawie od początku odzyskania niepodległości. Problemem był prawie kompletny brak infrastruktury oprócz niewielkich lotnisk. Położone pod Lwowem lotnisko Lewandówka sprawdziło się jako lotnisko polowe w czasie wojny z Ukraińcami, obrony Lwowa oraz wojny polsko-bolszewickiej, ale na czas pokoju było położone zbyt blisko centrum miasta oraz w zasadzie pozbawione jakiegokolwiek zaplecza. W 1924 roku zapadła decyzja o budowie lotniska wraz z infrastrukturą (hangary, warsztaty, budynki administracyjne i garnizon) w okolicach Skniłowa pod Lwowem (później funkcjonował tam także Aeroklub Lwowski). W tym też roku rozpoczęto pierwsze prace. Równocześnie nastąpiły prace związane ze sformowaniem pułku.
Na podstawie rozkazu MSWojsk. L.dz. 2300/tj.Org. z 28 lutego 1925 wyznaczony na dowódcę 6 pułku lotniczego ppłk pil. Camillo Perini rozpoczął formowanie jednostki w skład której miały wejść dwa dywizjony lotnicze.
23 maja 1925 ppłk Perini wydał rozkaz dzienny nr 1, w którym stwierdził „przystępuję do organizacji 6 pułku lotniczego”. Dzień ten był uznany za faktyczną datę powstania jednostki. Ze względu na szczupłość pomieszczeń lotniska Lewandówka, I dywizjon w składzie 61 i 62 eskadra lotnicza,  organizowany był się na lotnisku Mokotowskim głównie z personelu 1 pułku lotniczego. Dowództwo nad nim objął mjr pil. Waldemar Narkiewicz. II dywizjon lotniczy w składzie 63 i 64 eskadra lotnicza tworzony był na bazie kadry 3 i 4 pułku lotniczego. Dowódcą dywizjonu mianowany został  mjr obs. Karol Friser.
Latem nadeszły do Lwowa transporty z personelem pododdziałów. Z braku miejsca w Lewandówce rozlokowano je czasowo w różnych obiektach na terenie Lwowa. Wyposażenie pułku w tym okresie stanowiło 5 samolotów.
Do jesieni 1925 roku utworzono dwa dywizjony liniowe. Eskadry wyposażone były w jedne z najbardziej wówczas popularnych samolotów Potez XV. Utworzono także eskadrę treningową.
W połowie 1926 roku oddano do użytku pierwsze warsztaty naprawy płatowców, a pod koniec tego roku także warsztaty naprawy silników. W 1929 roku zakończono prace związane z budową infrastruktury pułku.
26 października 1928 roku pod Sułowcem miała miejsce katastrofa lotnicza w której śmierć ponieśli dwaj piloci 6 pułku lotniczego - podporucznik Ludwik Wojnarowicz i kapral Wiktor Brążert.
W drugiej połowie 1928 sformowano w pułku dywizjon szkolny. Dowodzenie nad nim objął mjr pil. Władysław Matula. 
W 1929 pułk otrzymał na wyposażenie samoloty Potez XXV i Potez XXVII. Od sierpnia tego roku przystąpiono do formowania eskadry towarzyszącej. Przyjęła ona numer „63” od 63 eskadry liniowej przemianowanej na 65 eskadrę liniową. Z braku odpowiedniego sprzętu dla tego rodzaju lotnictwa, jednostka przejściowo otrzymała 1 samolot PWS-5 i 1 Lublin R-X. Jako eskadra eksperymentalna pozostawała w dyspozycji dowódcy pułku.
Wiosną 1929 pułk został włączony w skład 3 Grupy Aeronautycznej. Z dniem 1 stycznia 1936 został podporządkowany dowódcy 1 Grupy Aeronautycznej, która w tym samym roku została przemianowana na 1 Grupę Lotniczą. W składzie 1 Grupy Lotniczej pozostał do 1939 roku.
16 września 1929 roku nastąpiło przemieszczenie dotychczas rozrzuconych jednostek pułku na lotnisko Skniłów. Po ukończeniu podstawowych robót lotnisko Skniłów, dzięki swemu położeniu geograficznemu stało się nowoczesnym portem lotniczym oraz ważnym ośrodkiem tranzytowym o charakterze międzynarodowym. 
Wiosną 1932 wprowadzono typizację wyposażenia eskadr liniowych: I dywizjon miał nadal samoloty Potez XXV,  a II dywizjon  wymienił Potezy XXVII na samoloty Breguet XIX.
W październiku 1934 rozpoczęto formowanie drugiej eskadry towarzyszącej. Weszła ona w skład  II dywizjonu liniowego.
W lecie 1937 eskadry liniowe rozpoczęły sukcesywną wymianę posiadanego sprzętu na samoloty PZL-23 „Karaś”. W lipcu uruchomiono kurs strzelców samolotowych.
W listopadzie mjr pil. Stanisław Morawski rozpoczął formowanie 2-eskadrowego dywizjonu myśliwskiego. W tym czasie dokonano również reorganizacji obu eskadr towarzyszących. Z trzecich plutonów utworzono kolejną eskadrę towarzyszącą. W ten sposób sformowano IV dywizjon towarzyszący, którego dowódcą został mjr pil. Kazimierz Wianecki.
Po osiągnięciu przez III/6 dywizjon myśliwski gotowości bojowej, przejął on rotacyjny nadzór nad powietrznym zabezpieczeniem robót fortyfikacyjnych w okolicach Sarn. Poszczególne klucze dywizjonu stanowiły obsadę eskadry Korpusu Ochrony Pogranicza z m.p. na lotnisku Sarny. Poszczególne samoloty wykonywały loty patrolowe w pasie od Korca do Horodenki.
Na podstawie rozkazu Naczelnego Dowódcy Lotnictwa w marcu 1939 rozformowano I dywizjon liniowy, w tym 61 i 62 eskadrę, a  II dywizjon został przemianowany w II/6 dywizjon bombowy lekki. W maju i czerwcu jedna z eskadr towarzyszących przezbroiła się w samoloty RWD-14 „Czapla”.
W ramach zarządzeń mobilizacyjnych w dniach 24-25 sierpnia 1939, 6 pułk lotniczy i 69 eskadra towarzysząca została rozwiązana. Na lotnisku Skniłów sformowana została Baza Lotnicza nr 6. Komendantem bazy mianowany został mjr pil. Marian Leodl.
Wiosną 1939 Sztab Lotniczy, w oparciu o wytyczne gen. bryg. Józefa Zająca, zmodyfikował założenia planu rozbudowy lotnictwa wojskowego, zatwierdzonego w 1937 przez Komitet do Spraw Uzbrojenia i Sprzętu. Zgodnie z nowymi założeniami organizacja 4 Pułku Lotniczego (???) w dniu 1 kwietnia 1942 miała wyglądać następująco:
- jeden dywizjon rozpoznawczy a. dwie eskadry = 21 samolotów PZL-46 „Sum”
- jeden dywizjon obserwacyjny a. dwie eskadry = 21 samolotów LWS-3 „Mewa”
- dwa dywizjony myśliwskie a. dwie eskadry = 44 samoloty nieustalonego typu, prawdopodobnie PZL-50 „Jastrząb”, PZL-45 „Sokół”, francuskie Morane-Saulnier MC-406, brytyjskie Hawker „Hurricane” lub inne[10].

## Struktura organizacyjna pułku
| Lata      | Dywizjony                  | Eskadry                 |
| --------- | -------------------------- | ----------------------- |
| 1930      | I dywizjon                 | 61 eskadra liniowa      |
| 1930      | I dywizjon                 | 62 eskadra liniowa      |
| 1930      | II dywizjon                | 64 eskadra liniowa      |
| 1930      | II dywizjon                | 65 eskadra liniowa      |
| 1930      | 63 eskadra towarzysząca    |                         |
| 1936      | I dywizjon                 | 61 eskadra liniowa      |
| 1936      | I dywizjon                 | 62 eskadra liniowa      |
| 1936      | I dywizjon                 | 63 eskadra towarzysząca |
| 1936      | II dywizjon                | 64 eskadra liniowa      |
| 1936      | II dywizjon                | 65 esakadra liniowa     |
| 1936      | II dywizjon                | 66 eskadra towarzysząca |
| 1937      | I dywizjon liniowy         | 61 eskadra liniowa      |
| 1937      | I dywizjon liniowy         | 62 eskadra liniowa      |
| 1937      | II dywizjon liniowy        | 64 eskadra liniowa      |
| 1937      | II dywizjon liniowy        | 65 eskadra liniowa      |
| 1937      | III dywizjon myśliwski     | 161 eskadra myśliwska   |
| 1937      | III dywizjon myśliwski     | 162 eskadra myśliwska   |
| 1937      | IV dywizjon towarzyszący   | 63 eskadra towarzysząca |
| 1937      | IV dywizjon towarzyszący   | 66 eskadra towarzysząca |
| 1937      | IV dywizjon towarzyszący   | 69 eskadra towarzysząca |
| VIII 1939 | II/6 dywizjon bombowy      | 64 eskadra bombowa      |
| VIII 1939 | II/6 dywizjon bombowy      | 65 eskadra bombowa      |
| VIII 1939 | III/6 dywizjon myśliwski   | 161 eskadra myśliwska   |
| VIII 1939 | III/6 dywizjon myśliwski   | 162 eskadra myśliwska   |
| VIII 1939 | IV/6 dywizjon towarzyszący | 63 eskadra towarzysząca |
| VIII 1939 | IV/6 dywizjon towarzyszący | 66 eskadra towarzysząca |
| VIII 1939 | 6 Baza Lotnicza            | eskadra treningowa      |
| VIII 1939 | 6 Baza Lotnicza            | park lotniczy           |
| VIII 1939 | 6 Baza Lotnicza            | oddział portowy         |

## Mobilizacja 1939
24-25 sierpnia 1939 przeprowadzona została mobilizacja alarmowa. Rozformowany został wówczas 6 pułk lotniczy i 69 eskadra towarzysząca. Pozostałe pododdziały przyjęły organizację wojenną. Na bazie pułku zorganizowana została Baza Lotnicza nr 6. Eskadry towarzyszące przemianowano na obserwacyjne.
III dywizjon myśliwski (161 i 162 eskadra) oraz 63 i 66 eskadry obserwacyjne podporządkowane zostały dowódcy lotnictwa Armii „Łódź”.
II/6 dywizjon liniowy (64 i 65 eskadra) podporządkowany został dowódcy Brygady Bombowej i przemianowany na VI dywizjon bombowy lekki.
Sformowane zostały nowe pododdziały:
- pluton łącznikowy nr 11
- pluton łącznikowy nr 12
- 26 kompania obsługi węzła lotnisk
- 26 kolumna samochodów ciężarowych lotnictwa
- 23 pluton reflektorów szlakowych
- 24 pluton radionawigacyjny lotnictwa bombowego
- kompania lotniskowa nr 6
  - dowództwo
  - pluton wartowniczy lotniskowy nr 61
  - pluton wartowniczy lotniskowy nr 62
  - pluton wartowniczy lotniskowy nr 63
  - pluton lotniskowy nr 61
  - pluton lotniskowy nr 62
- stacja meteorologiczna nr 61
- ruchomy park lotniczy nr 3

Organizacja Bazy Lotniczej nr 6 wyglądała następująco:
- Komenda Bazy Lotniczej nr 6
- kwatermistrzostwo
- kompania wartownicza
- dywizjon szkolny
  - eskadra szkolna
  - eskadra treningowa
- eskadra zapasowa
- oddział portowy
  - dowództwo oddziału portowego
  - kompania portowa
- park lotniczy

## Kadra pułku
Dowódcy pułku

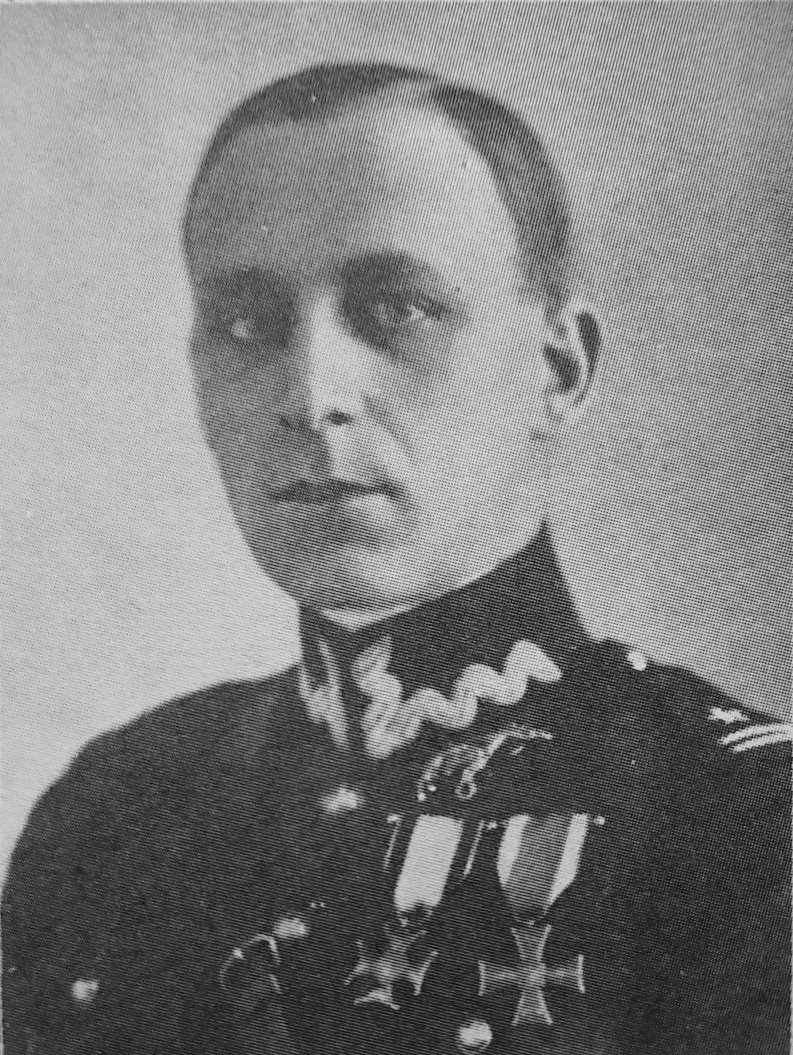
Ppłk pilot Augustyn Domes

- płk pil. Camillo Perini (1 III 1925 – II 1929)
- ppłk pil. Augustyn Lambert Domes (23 V 1929[13] – 7 VI 1934 → dyspozycja szefa Departamentu Aeronautyki MSWojsk[14])
- ppłk / płk pil. Tadeusz Prauss (7 VI 1934 – VIII 1939)

Zastępcy dowódcy pułku
- ppłk pil. Piotr Niżewski (1 IV 1925[15] – 31 I 1927 → stan spoczynku[16])
- mjr pil. Tadeusz Wereszczyński (II 1927[17] – IV 1928 → komendant Lot. Szk. Bomb. i Strzel.[18])
- ppłk SG rez. pil. pow. do sł. cz. Stanisław I Jasiński (23 V[19] – XI 1928 → inspektor wyszkolenia w Dep. Lot. MSWojsk.[20])
- mjr pil. Wacław Iwaszkiewicz (p.o. XI 1928[21] – I 1930 → dowódca 5 plot.[22])
- mjr / ppłk dypl. obs. Władysław Eugeniusz Heller (I 1930[22] - 28 I 1931 → dowódca 4 plot.)
- mjr obs. Adam Paleolog (od 28 I 1931)
- mjr Józef Jungrav (1936-1938)
- ppłk dypl. pil. Franciszek Haberek (1939)

### Żołnierze pułku – ofiary zbrodni katyńskiej
Biogramy zamordowanych znajdują się na stronie internetowej Muzeum Katyńskiego
| Nazwisko i imię         | stopień          | zawód             | miejsce pracy przed mobilizacją  | zamordowany |
| ----------------------- | ---------------- | ----------------- | -------------------------------- | ----------- |
| Lalka Wacław            | porucznik lekarz | żołnierz zawodowy |                                  | Katyń       |
| Mekler Stefan           | porucznik        | żołnierz zawodowy | dca pl 2 ksz bat. szkoln. lotn.  | Katyń       |
| Szmidt Edward           | porucznik        | żołnierz zawodowy | zca kdt. parku Bazy Lotn. 6 plot | Katyń       |
| Łotocki Ignacy Bolesław | podporucznik     | żołnierz zawodowy |                                  | Charków     |
| Ścisłowicz Stanisław    | podporucznik     |                   |                                  | ULK         |
| Wianecki Kazimierz      | major            | żołnierz zawodowy |                                  | ULK         |

## Odznaka pułkowa i znaki na samolotach

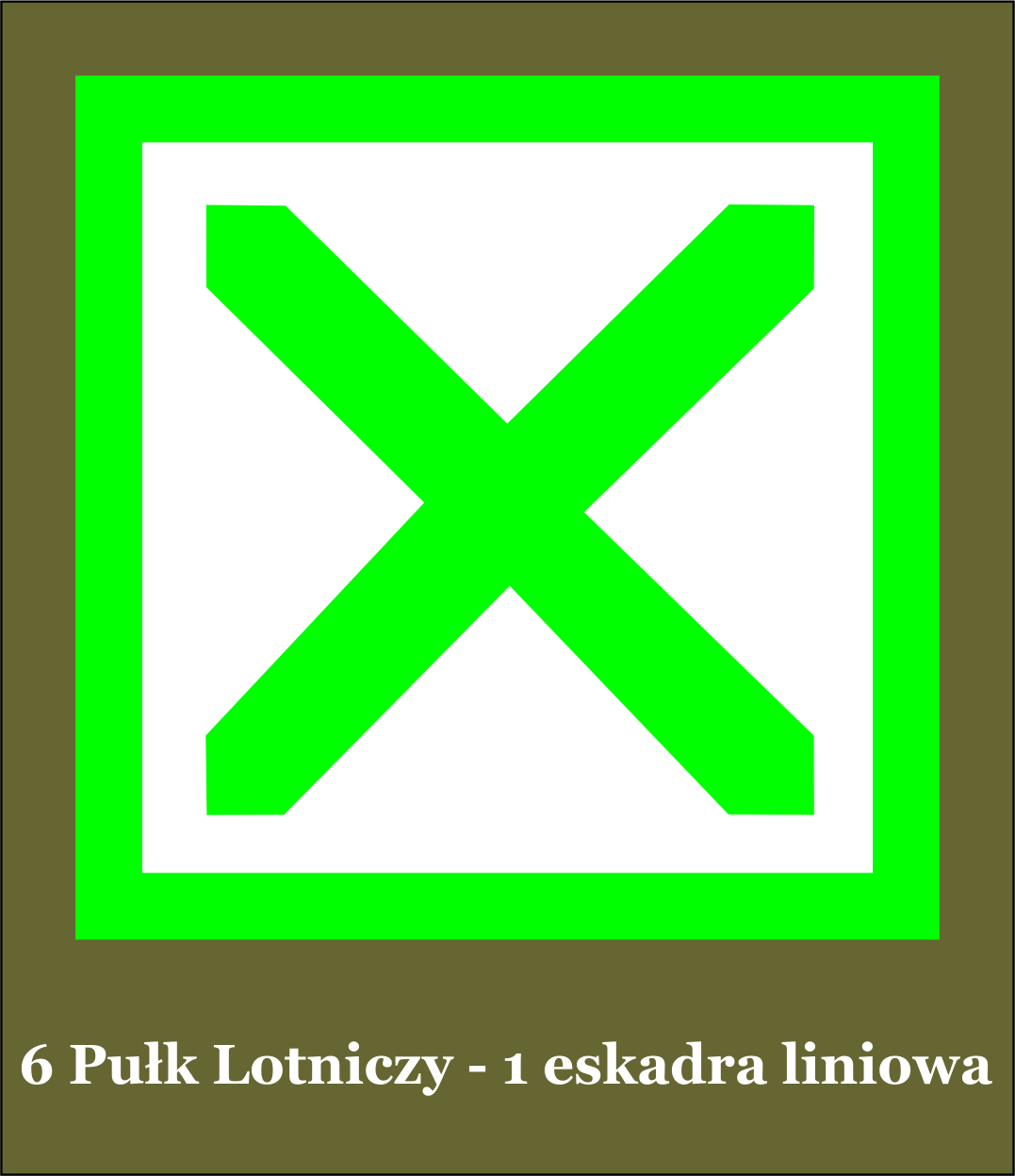
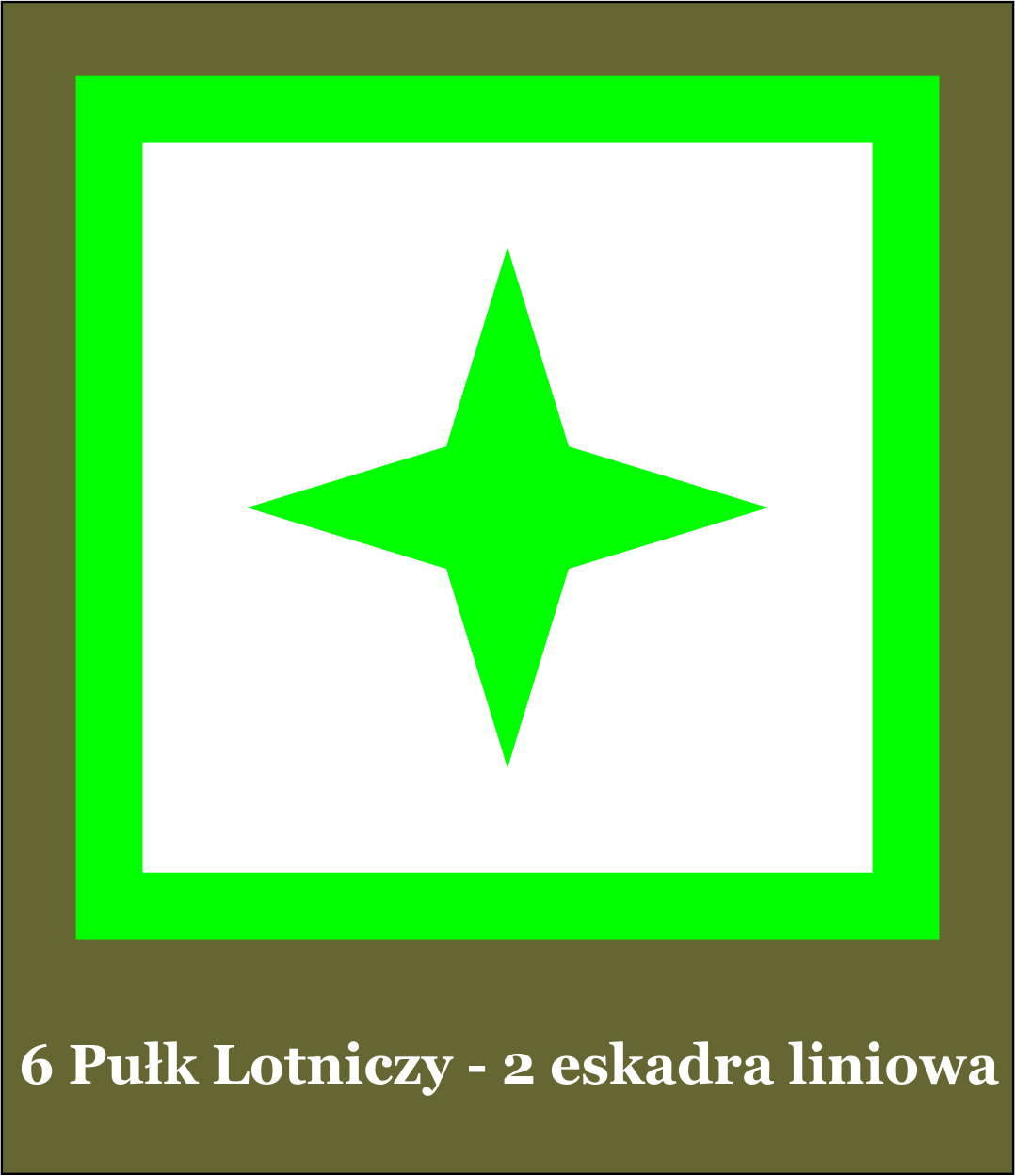
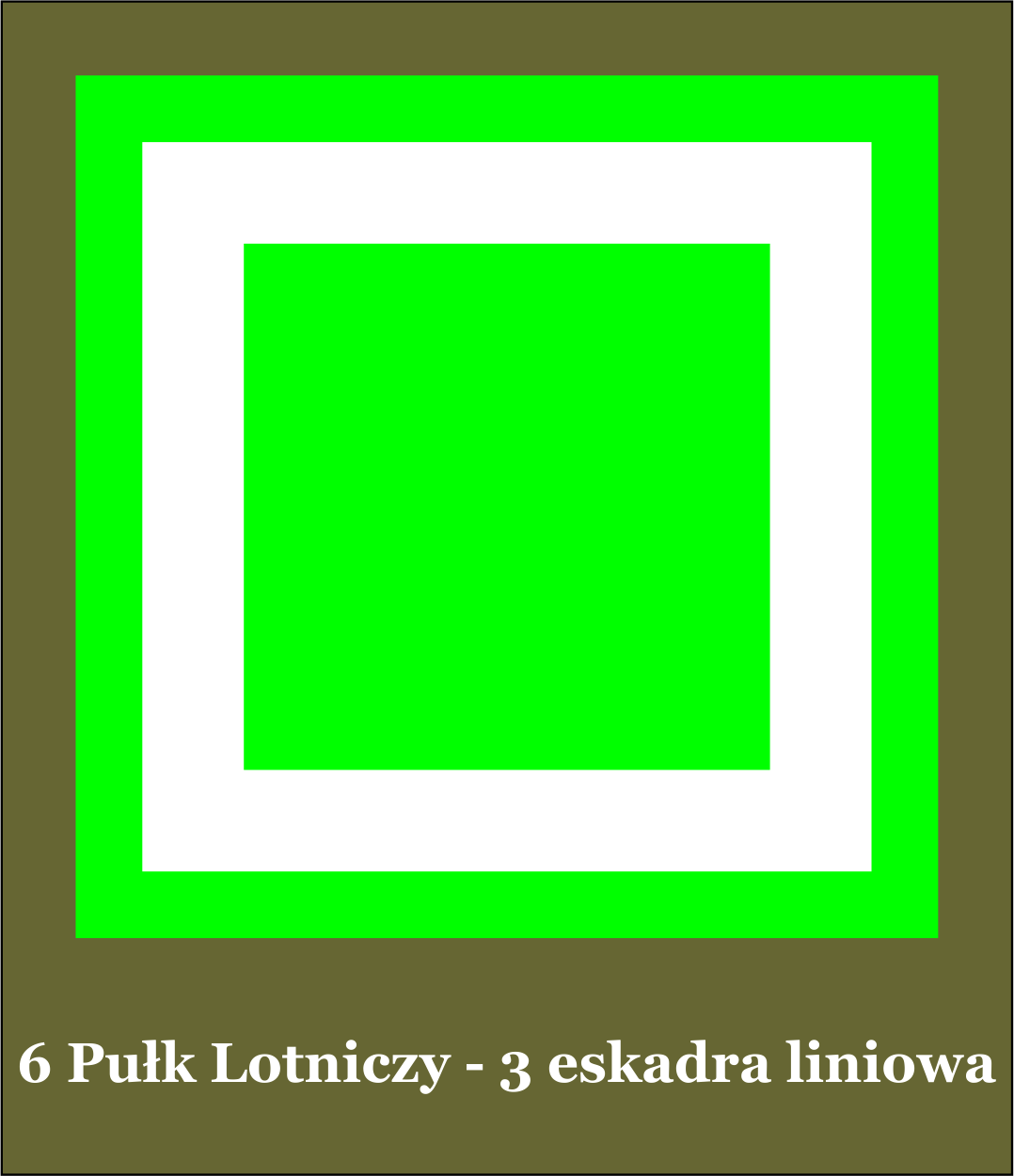
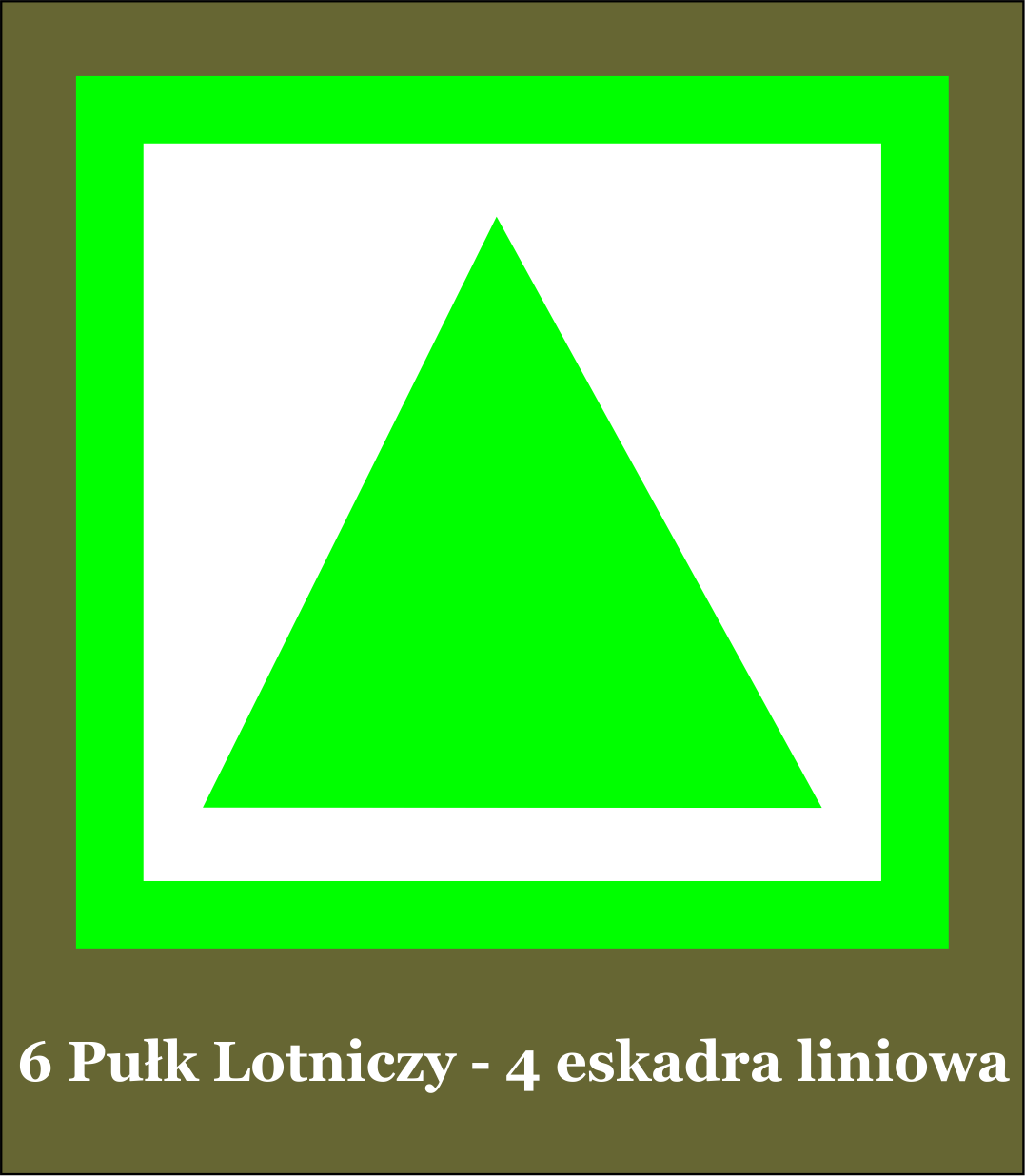
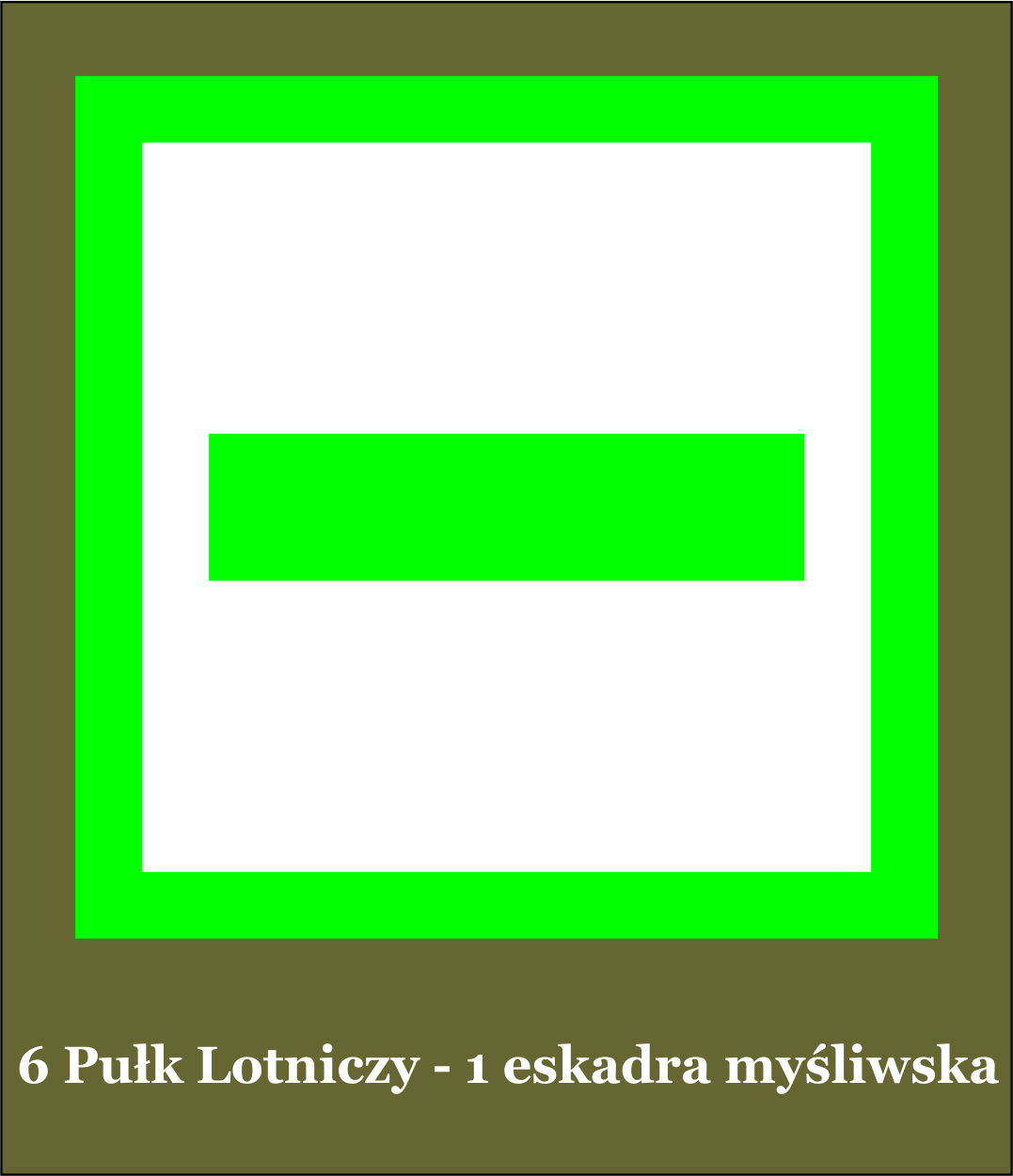
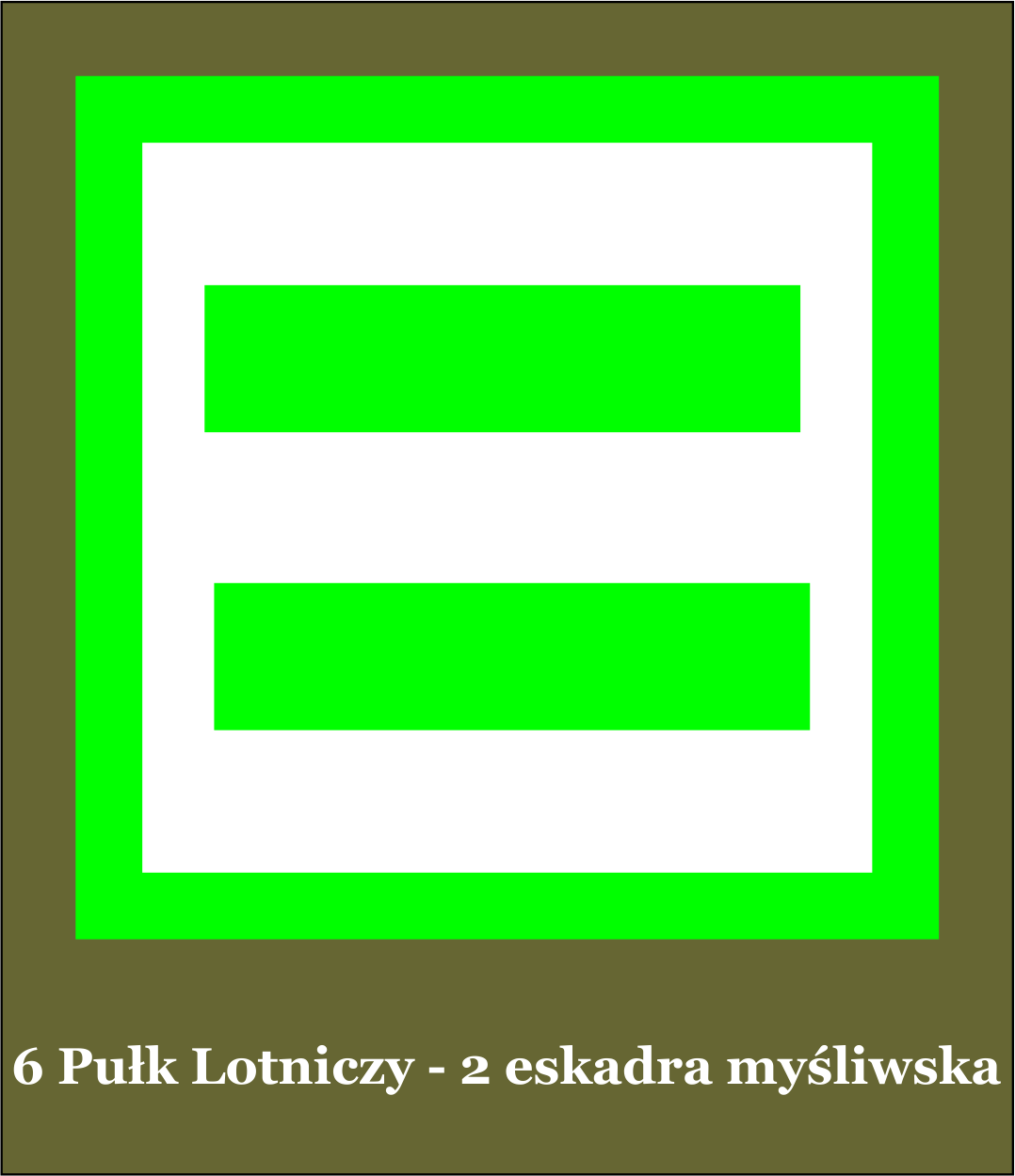
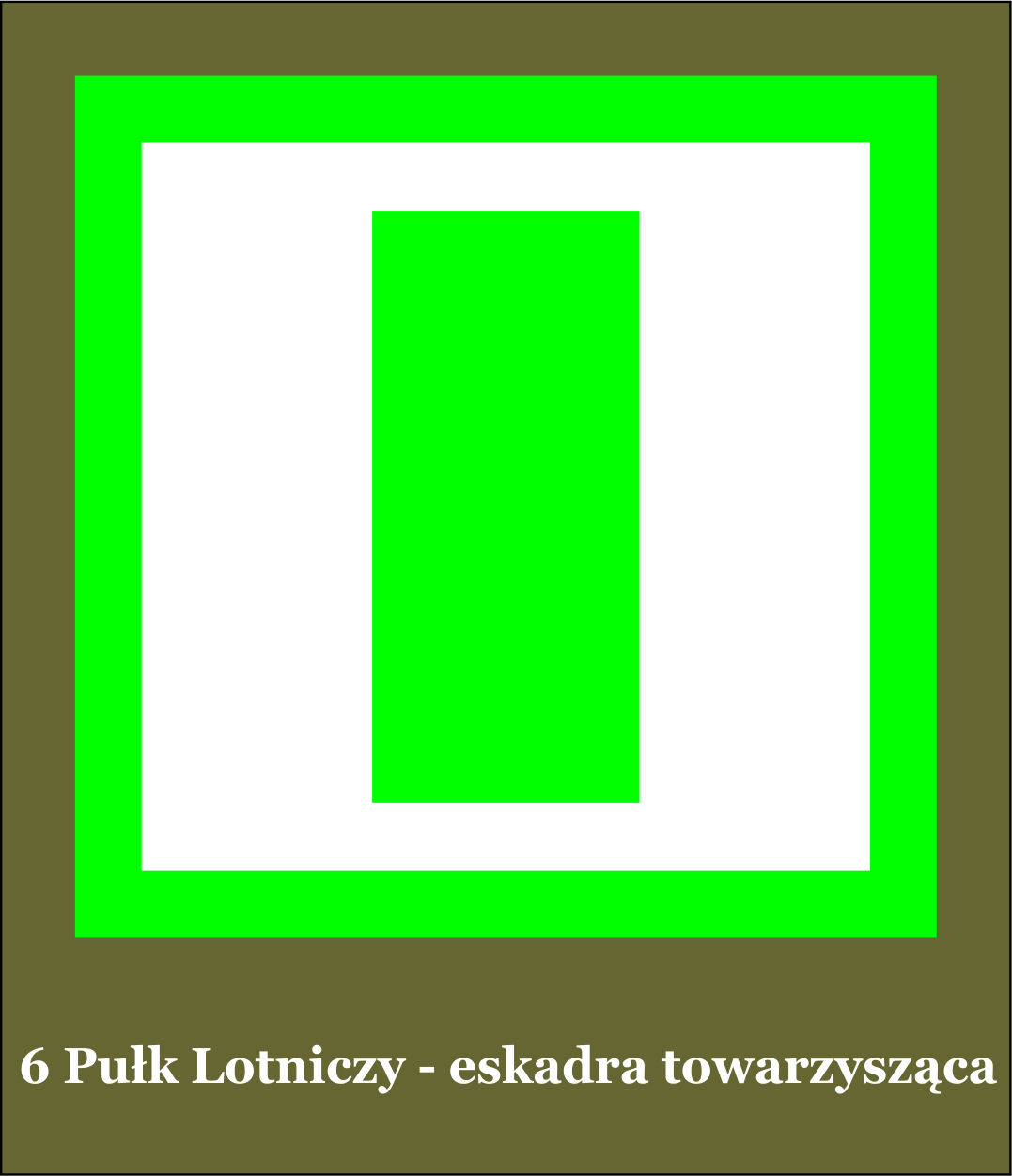

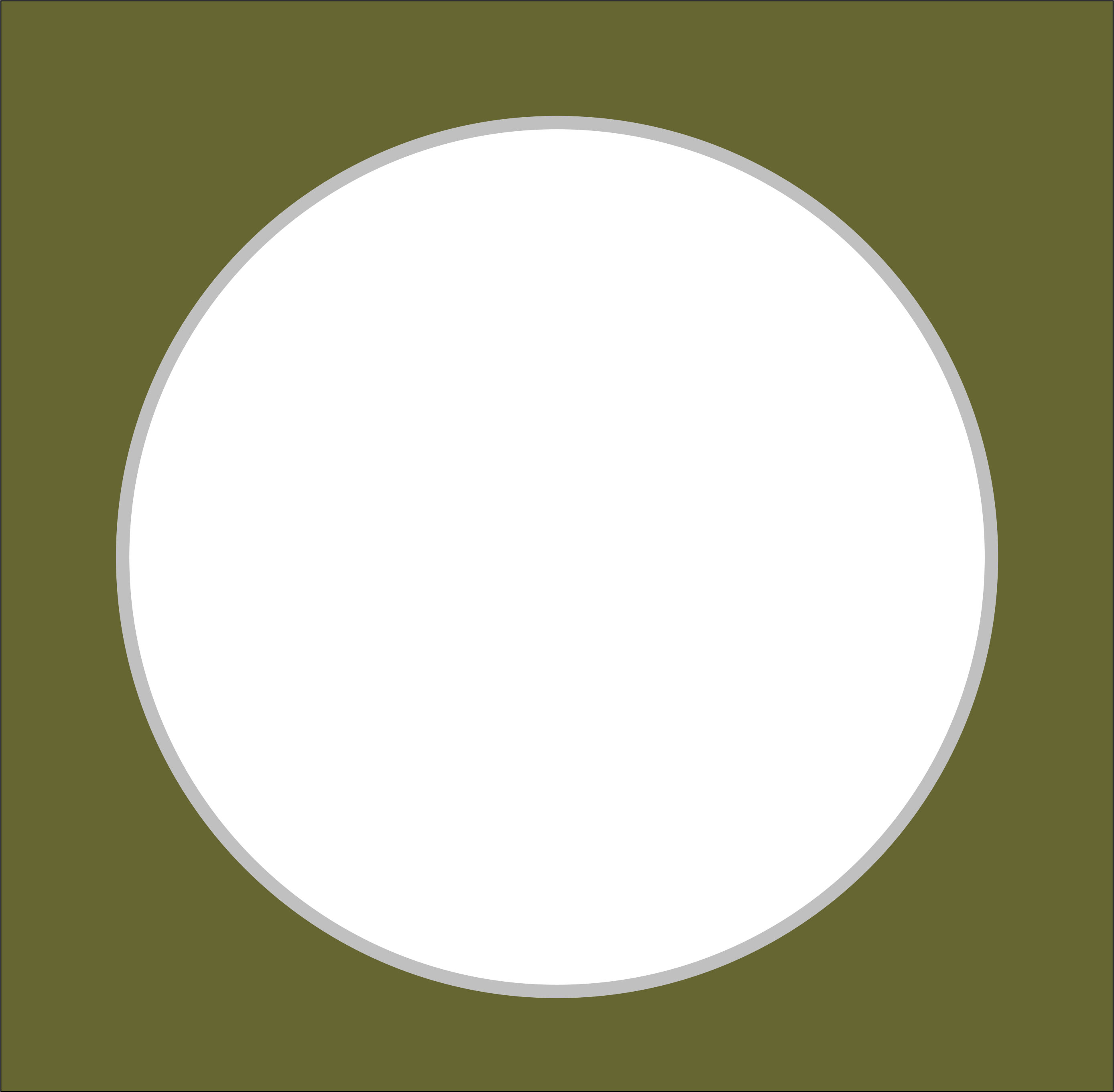
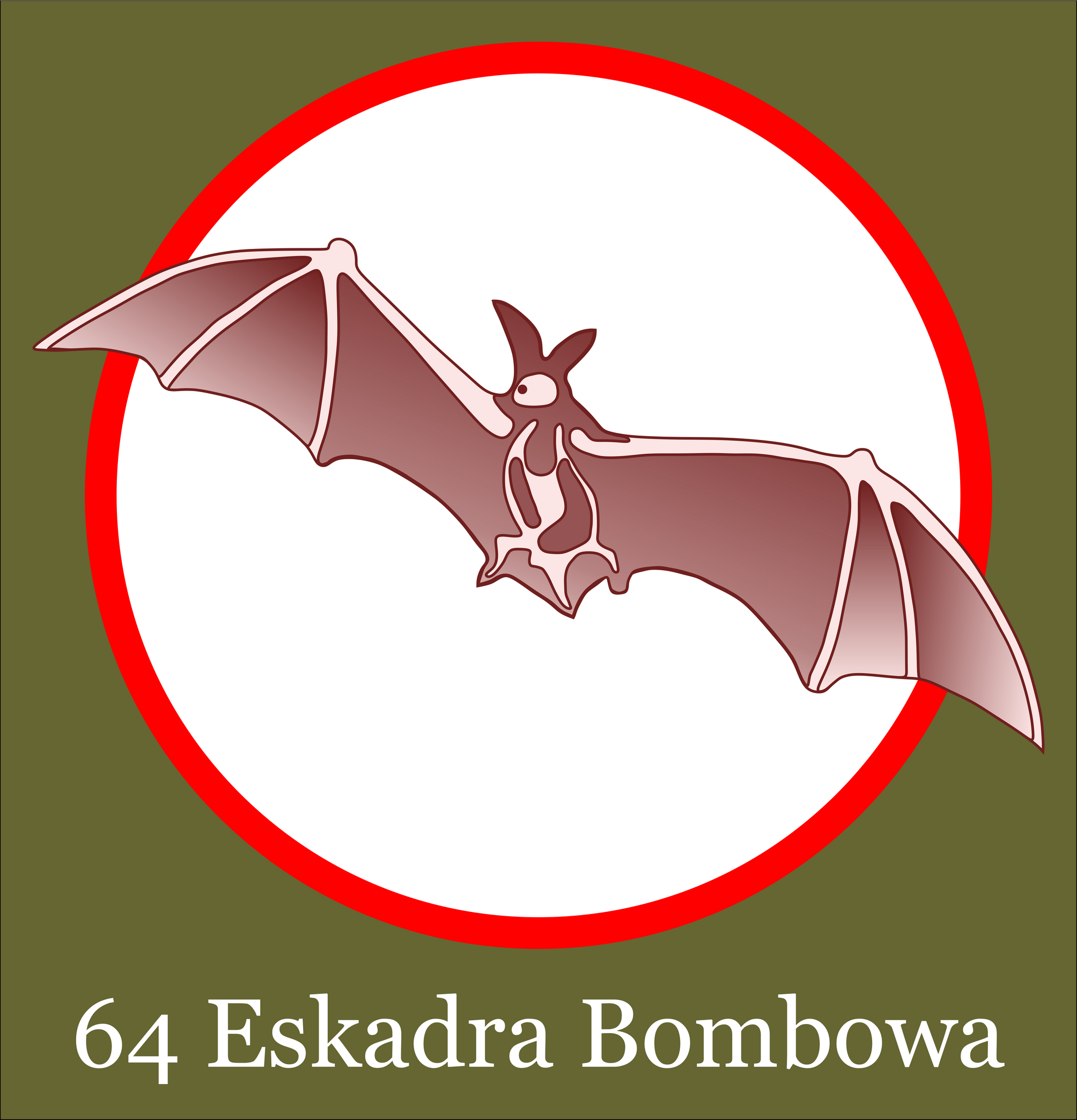
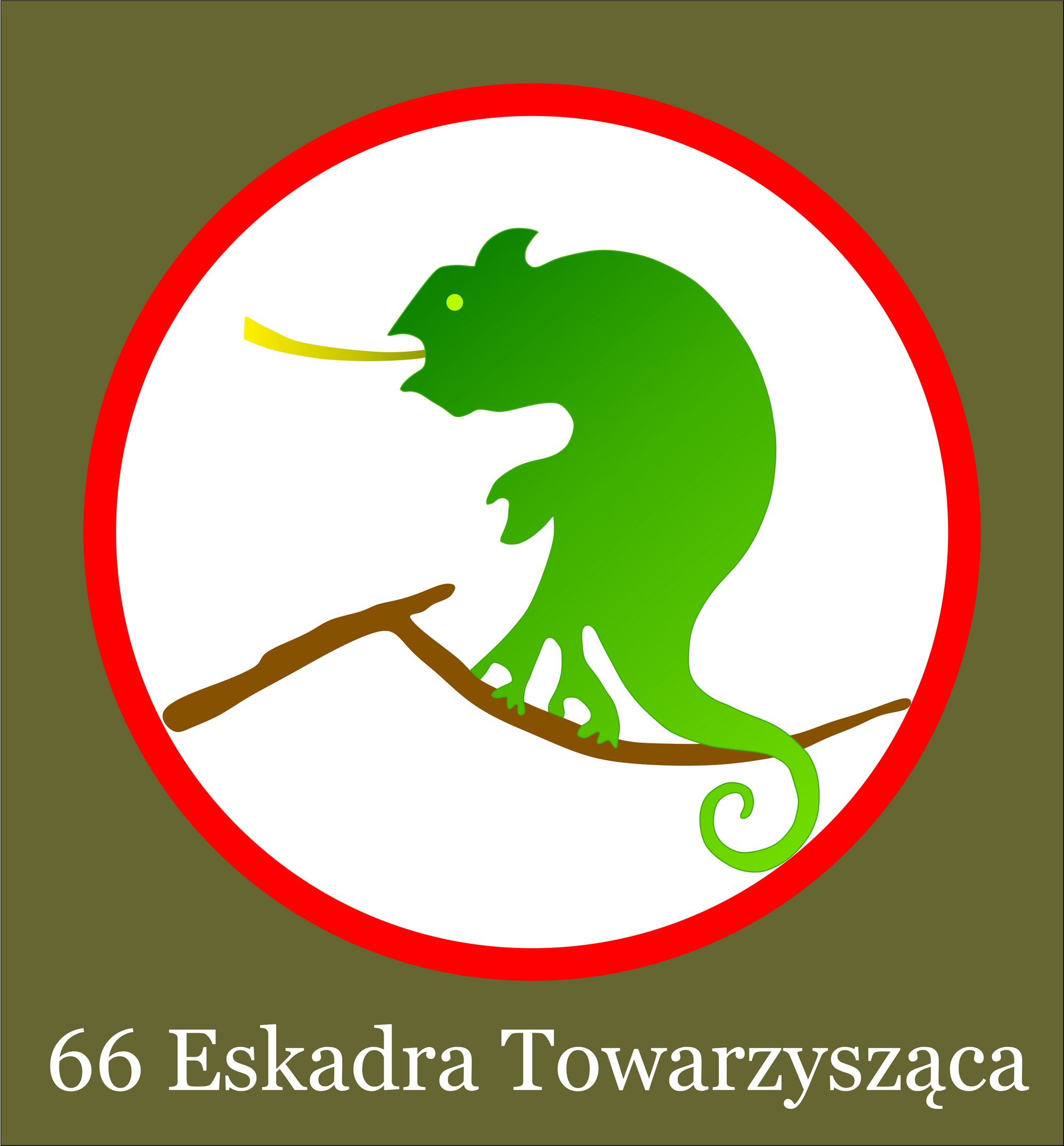
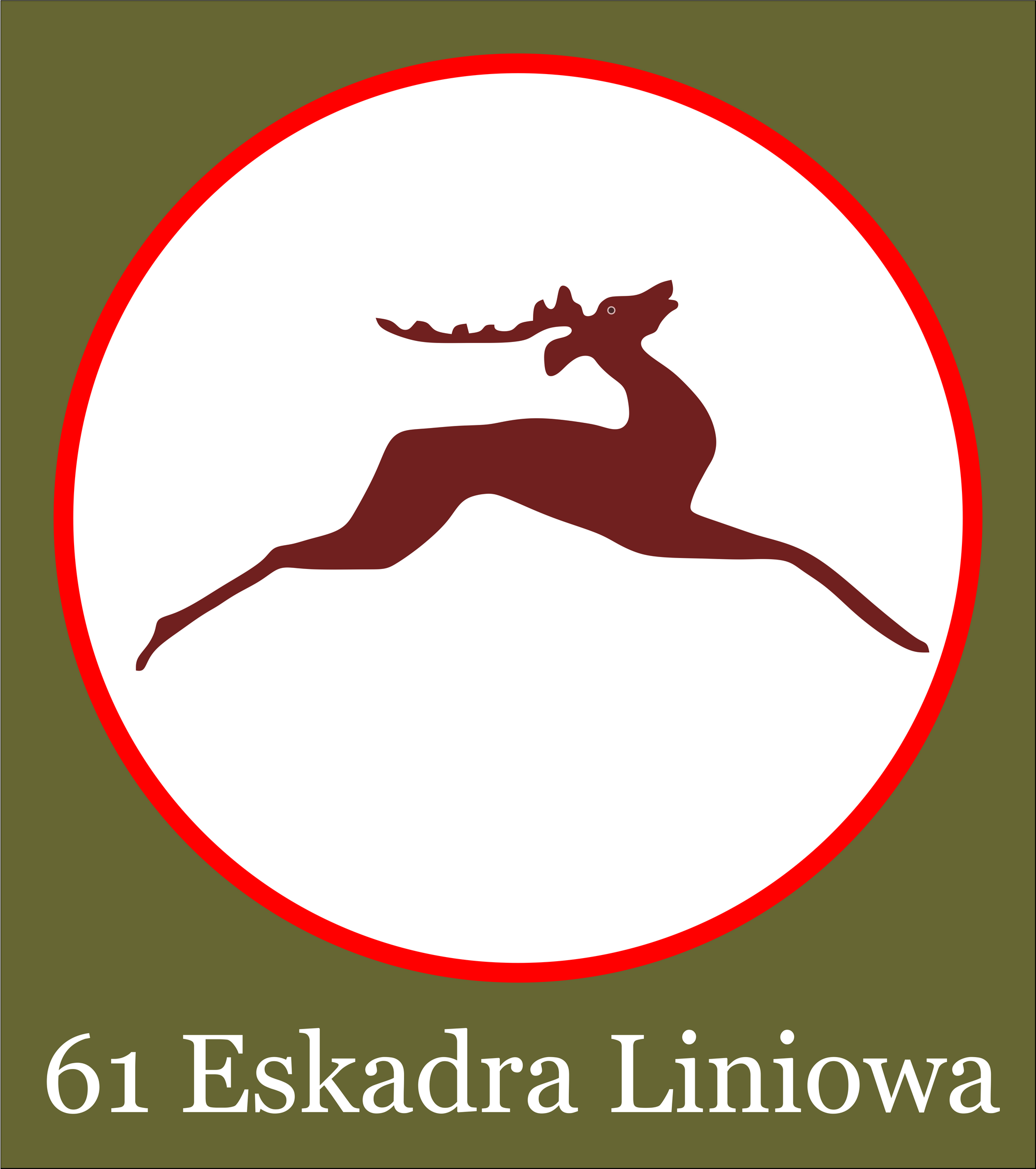
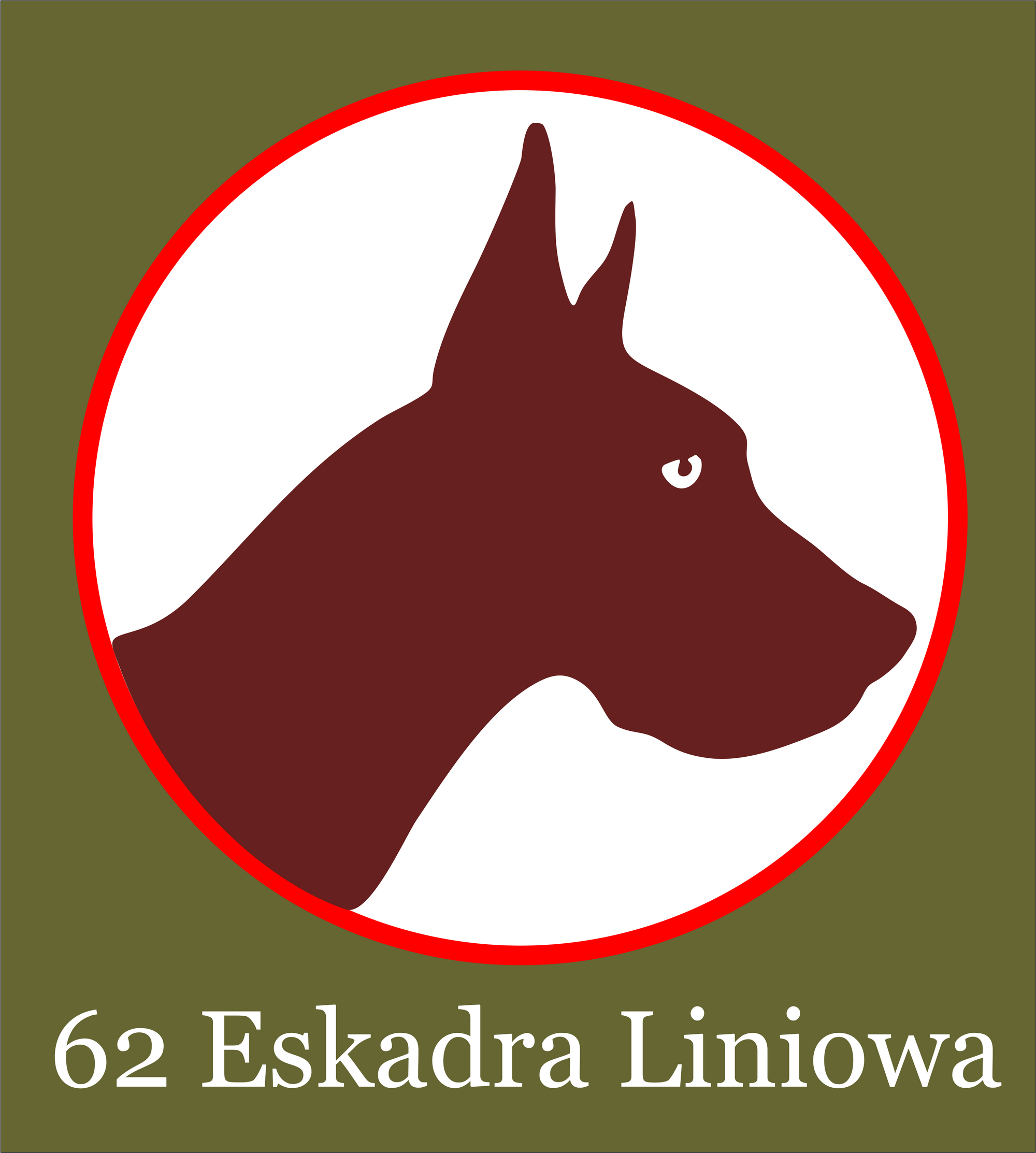
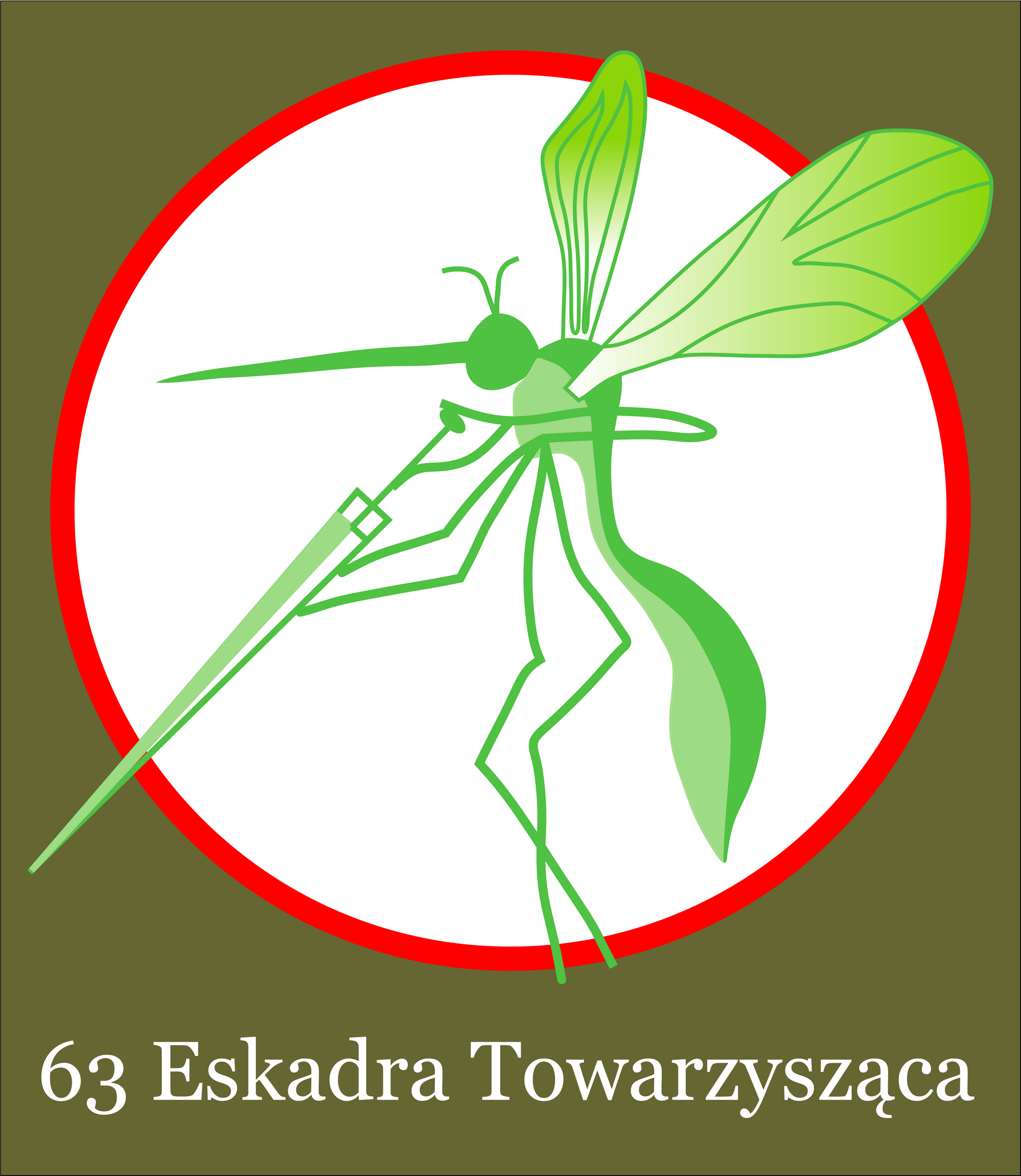
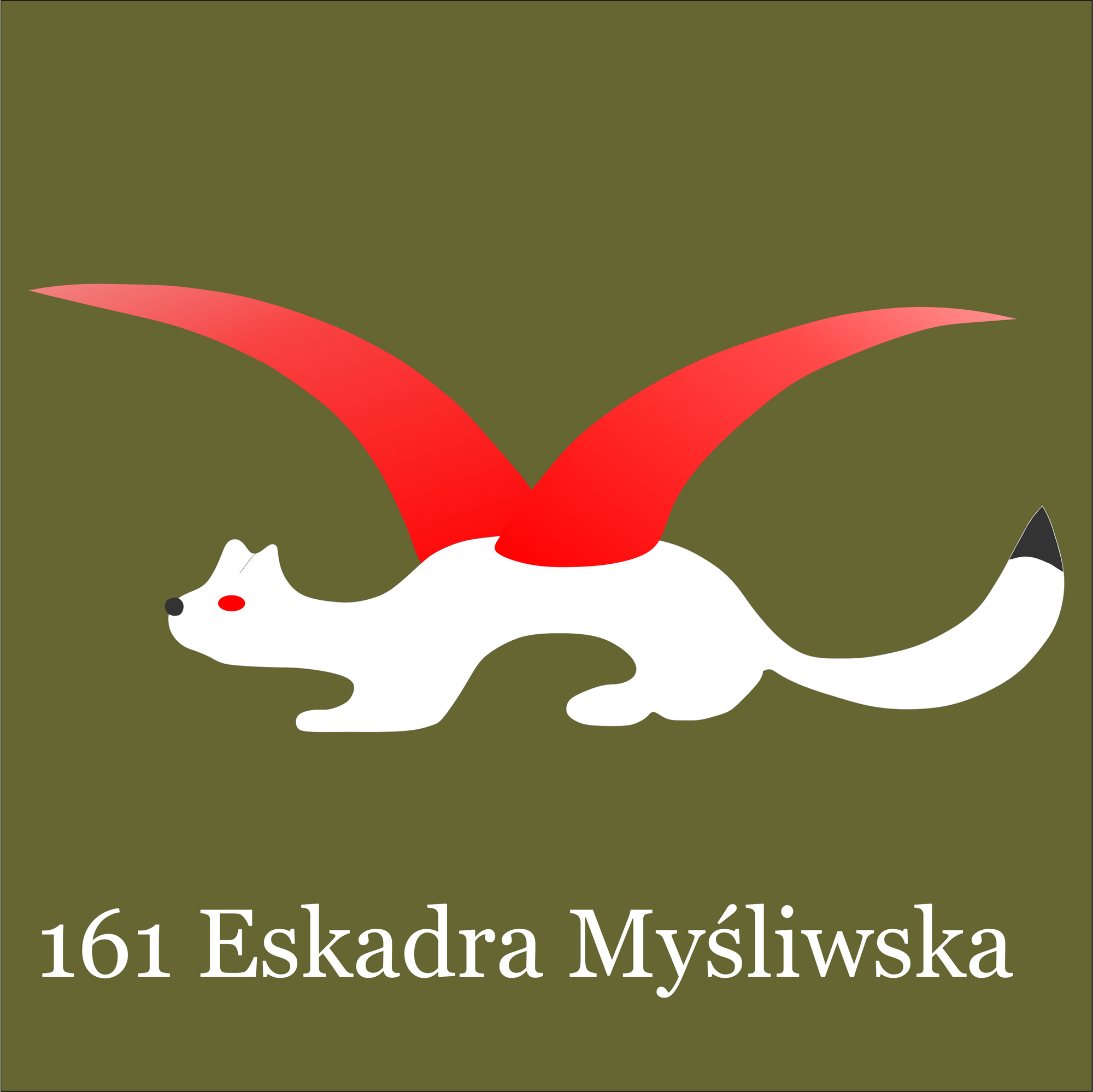
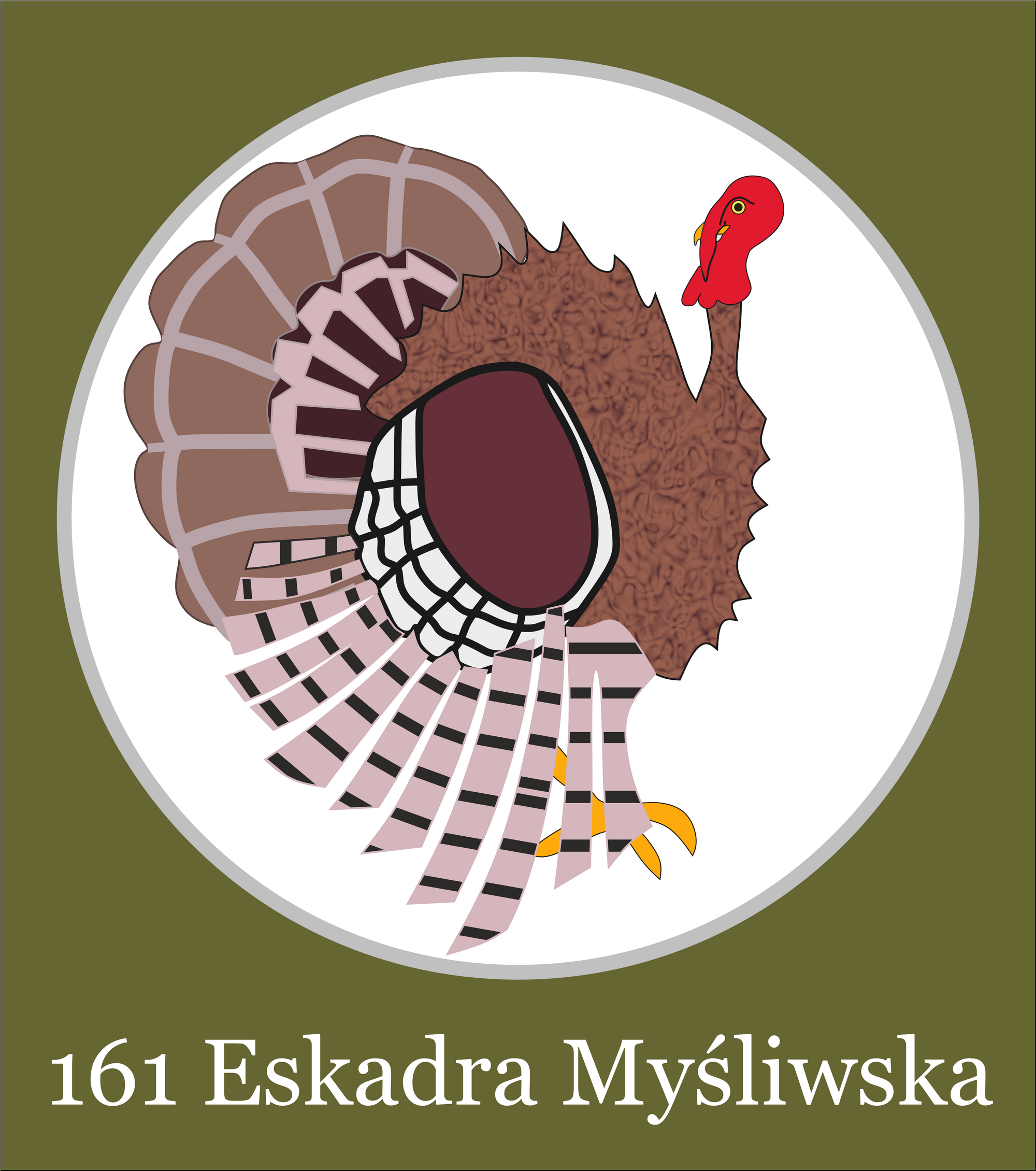
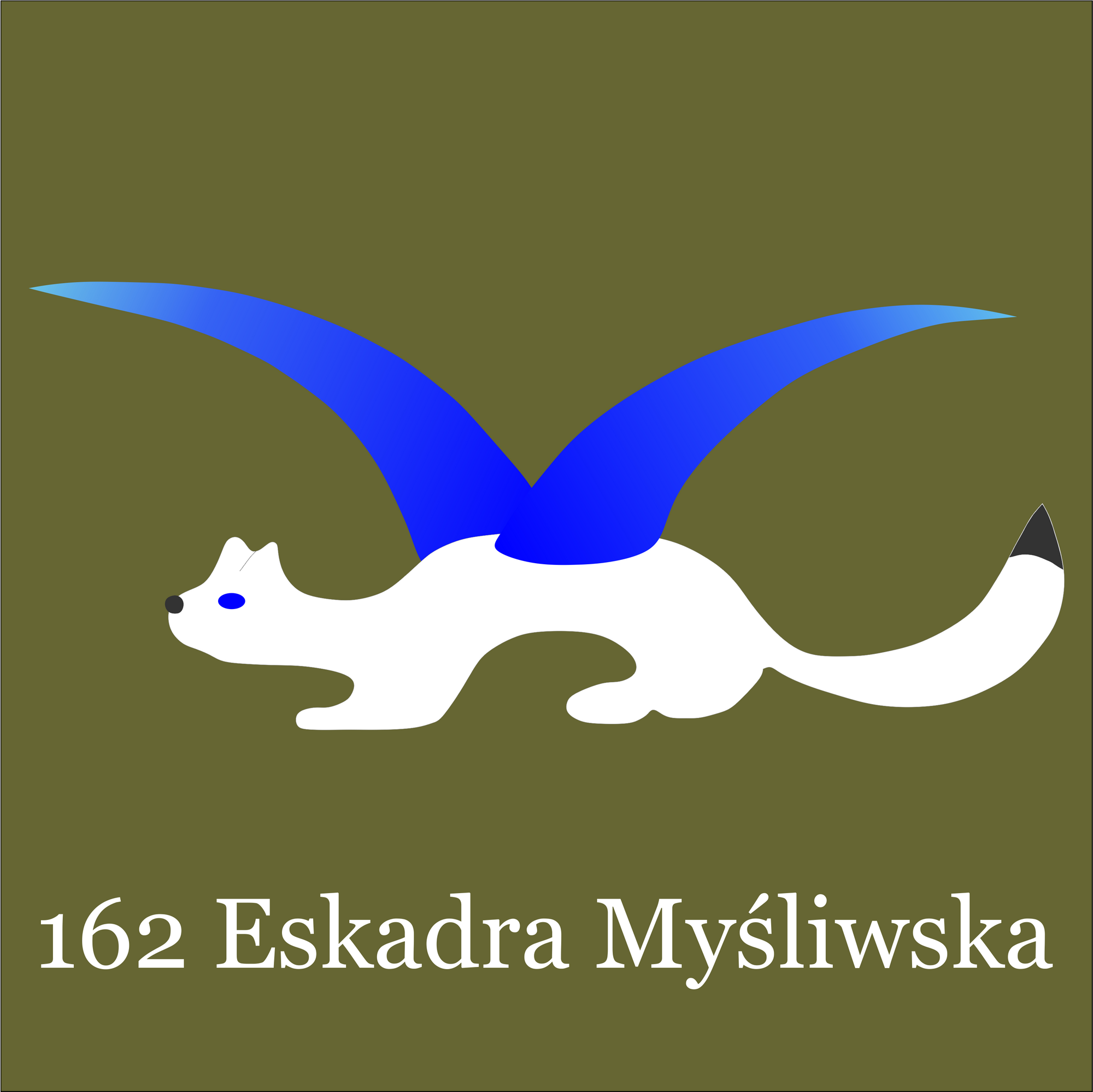
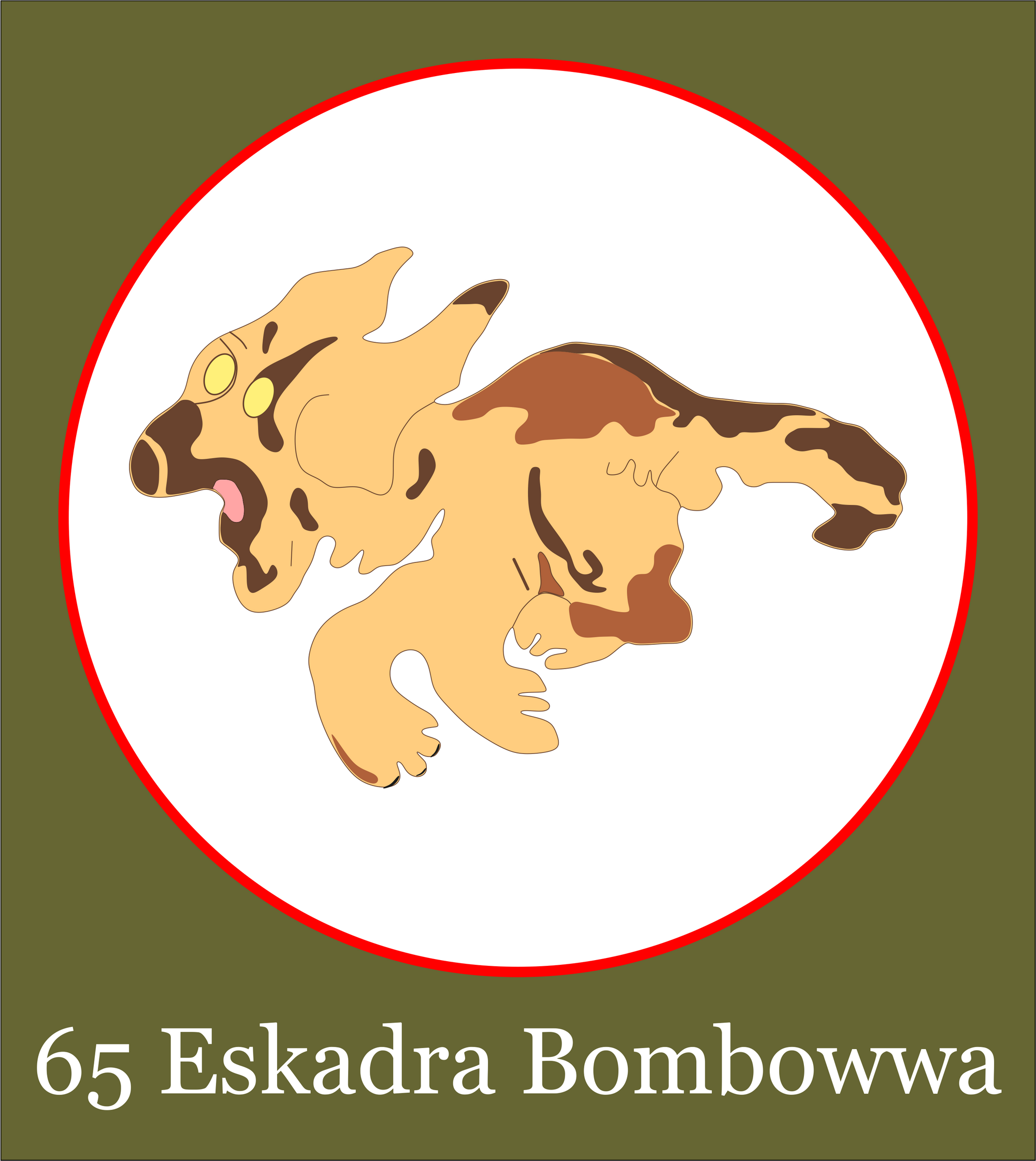

Odznaka pamiątkowa
26 czerwca 1935 roku kierownik Ministerstwa Spraw Wojskowych gen. dyw. Tadeusz Kasprzycki rozkazem G.M. 3013.I. zatwierdził wzór i regulamin odznaki pamiątkowej 6 plot.
Dwuczęściową odznakę o wymiarach 39 mm wykonaną w srebrze stanowi srebrny orzeł w locie, trzymający w dziobie herb Lwowa w kolorze złoto–czarnym wpisany w ażurowe koło barwy złota.
Na rewersie próby srebra i imiennik grawera IK. Odznakę zaprojektował Maciej Piotrowski, a wykonał Jan Knedler z Warszawy.
Wersje.
herb i koło w barwie srebrnej, na rewersie numer odznaki
herb i koło w barwie brązowej, na rewersie numer odznaki
Znaki na samolotach pułku w latach 1927 -1932
Regulaminowe tło pod godło eskadr 6 pułku lotniczego obowiązujące od 1932 i godła "zwierzęce" eskadr
Umieszczane pod skrzydłem litery identyfikacyjne 6 pułku lotniczego lub 